# Tarzan dos Macacos
Tarzan of the Apes (Brasil: Tarzan, O Filho das Selvas / Portugal: Tarzan dos Macacos) é um romance escrito por Edgar Rice Burroughs, o primeiro de uma série de livros sobre o personagem-título Tarzan. Ele foi publicado na revista pulp All-Story Magazine em outubro de 1912; a primeira edição em livro saiu em junho de 1914. O personagem tornou-se tão popular que Burroughs continuou a série até a década de 1940. No total, foram lançadas vinte e quatro obras, sendo duas delas póstumas.

## Resumo da história
Após um motim no navio em que se encontravam, os nobres britânicos Lord e Lady Greystoke são abandonados em algum ponto da costa ocidental da África. O casal constrói uma cabana e aprende a sobreviver naquele ambiente hostil. Logo, nasce o filho, que recebe o mesmo nome  do pai - John Clayton.
Um ano depois, Lord e Lady Greystoke são mortos por Kerchak, o chefe da tribo local de macacos. O pequeno órfão passa a ser criado pela macaca Kala, que lhe dá um novo nome - Tarzan, que na [língua dos grandes símios significa "Pele Branca".
À medida que cresce, Tarzan aprende a língua dos manganis e descobre a cabana onde seus pais viveram. De posse de uma cartilha, aprende sozinho a ler e escrever na língua inglesa. Aos poucos, graças à sua inteligência e habilidades, impõe-se sobre os outros habitantes da selva. Ele acaba por matar Kerchak, o que o torna líder dos macacos. Àquela altura, já declarara guerra a uma tribo de canibais, responsável pela morte de Kala, sua mãe adotiva.
Certo dia, Tarzan descobre um grupo de visitantes de além-mar, entre eles a jovem Jane Porter, seu pai Archimedes, e também William Cecil Clayton, na realidade seu próprio primo, o presumido herdeiro do título Greystoke. Tarzan protege a comitiva dos perigos que a ronda e inicia um idílio com Jane, mas sua dificuldade em falar como um humano não lhe permite revelar sua verdadeira identidade.
Um navio francês leva o grupo de volta para a civilização, porém o Tenente Paul D'Arnot é feito prisioneiro pelos canibais. Tarzan o salva e, em troca, D'Arnot lhe ensina a linguagem dos homens. Em seguida, eles partem para a Europa, pois Tarzan deseja reunir-se novamente com Jane, sua amada.

## Background
Burroughs atravessou os Estados Unidos até os trinta e seis anos, ocupando dezessete carreiras consecutivas antes de publicar suas histórias. Ele trabalhou na cavalaria americana, como mineiro de ouro em Oregon, caubói em Idaho, policial ferroviário em Salt Lake City e foi proprietário de vários negócios fracassados. Ele decidiu escrever sua história pulp depois de se decepcionar com o material de leitura que outros ofereceram, e trabalhou nessa capacidade por quatro anos antes de seu primeiro romance, Tarzan of the Apes, ser publicado. Tarzan apareceu pela primeira vez na revista The All-Story, em outubro de 1912. Thee All-Story publicou o romance em sua totalidade em capítulos, e foi publicado em 1914 como um romance.
Embora O Livro da Selva de Rudyard Kipling seja às vezes citado como uma influência no Tarzan dos Macacos de Burroughs, ele afirmou que sua única inspiração foi o mito romano de Rômulo e Remo.
depois

## Adaptações

### Quadrinhos

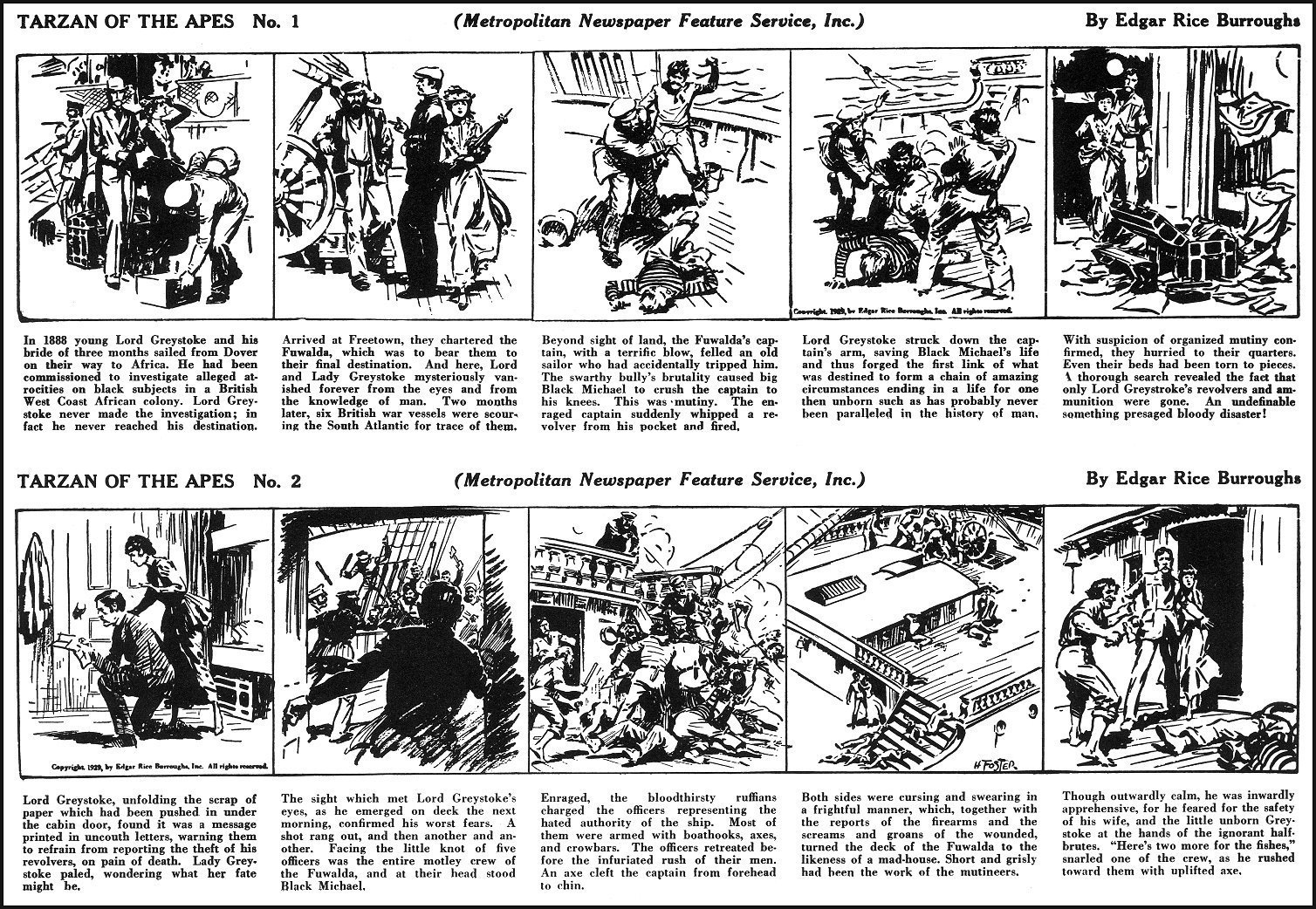
Primeira tira de Tarzan of the Apes por R. W. Palmer e Hal Foster (1929)

A primeira quadrinização foi feita por Hal Foster, com roteiro de R. W. Palmer. Foram sessenta tiras diárias, sem balões (com texto ao pé de cada ilustração), publicadas nos jornais entre 7 de janeiro e 15 de março de 1929. A obra foi publicada em capítulos no Brasil, a partir de 10 de outubro de 1934, nas páginas do Suplemento Juvenil. Com o sucesso, poucos meses depois foi lançado o Álbum de Tarzan com a história completa. Em 1975, a EBAL relançou o álbum numa "Edição Comemorativa do Centenário de Nascimento de Edgar Rice Burroughs 1875-1975".

A primeira adaptação feita diretamente para revista em quadrinhos, extremamente resumida, foi publicada nos Estados Unidos pela Gold Key Comics (selo da Western Publishing), em dezembro de 1965, com desenhos de Russ Manning e roteiro de Gaylord Du Bois. No Brasil, a história saiu pela EBAL em 1968, dentro da coleção "Lança de Prata", tendo sido republicada na revista Tarzan, em 1986.
Em 1972, Burne Hogarth, afastado das histórias do herói desde agosto de 1950, retorna às bancas com uma versão luxuosa do romance, sem balões de diálogo e farto texto distribuído entre as ilustrações. No Brasil, a aventura foi lançada também pela EBAL, em 1973, numa edição em capa dura e sobrecapa com o mesmo título do livro - Tarzan, O Filho das Selvas.
Outra edição de luxo foi lançada nos EUA pela DC Comics, também em 1972, com desenhos de Joe Kubert. Novamente, a EBAL encarregou-se de editar a obra no Brasil, em 1973, com o título de A Origem de Tarzan. Essa mesma história foi relançada pela Devir em maio de 2010, com o título alterado para A Origem do Homem-Macaco.
Em 1984, a primeira metade do romance foi editada pela Marvel Comics em forma de minissérie de dois números, ilustrada por Mark Spiegel e roteirizada por Mark Evanier. A edição acompanhou a estreia do filme Greystoke - A Lenda de Tarzan, o Rei da Selva.
Dynamite Entertainment adaptou a história para as seis primeiras edições de Lord of the Jungle, ainda que vagamente; por exemplo, a tribo canibal foi substituída por uma vila de homens-macacos literais.

### Outras
Em 1933, a Withman, selo da Western Publishing publicou uma adaptação para a série de livros ilustrados Big Little Books com desenhos de Juanita Bennett.

### Cinema
O romance foi adaptado para o cinema em Tarzan of the Apes,  estrelado por Elmo Lincoln e Enid Markey. Ambos se tornaram, assim, os primeiros Tarzan e Jane da tela grande. O filme estreou em 27 de janeiro de 1918, em Nova Iorque, e foi um extraordinário sucesso de público e crítica, um dos primeiros a ter uma bilheteria superior a um milhão de dólares.
Alguns elementos do livro podem ser encontrados, ainda, em Greystoke: The Legend of Tarzan, King of the Apes, de 1984, e Tarzan, animação dos Estúdios Disney, de 1999.